# Bianchini & Lusiardi Associati
Bianchini & Lusiardi Associati è uno studio italiano di architettura fondato a Cremona nel 1999 dagli architetti Riccardo Bianchini e Federica Lusiardi.
Lo studio è conosciuto soprattutto come vincitore di concorsi internazionali di progettazione tra cui il DBEW a Seul (Corea del Sud) nel 2002 , il concorso organizzato dal Royal Institute of British Architects per il New Cleopatra's Kiosk di Londra , quello per teatro Il Maggiore di Verbania (in team con sir Peter Cook, Salvador Perez Arroyo e altri) , il concorso per la riqualificazione del centro storico di San Giorgio Morgeto , quello per il museo e memoriale dei ragazzi ebrei di Villa Emma a Nonantola nel 2018  e quello per il nuovo polo d'infanzia di Acqui Terme nel 2024  .
Lo studio ha anche vinto il Solar Building Prize For Technical Excellence a Pechino, Cina , ed è l'editore della rivista digitale di architettura Inexhibit.